# كأس ماليزيا 2016
كأس ماليزيا 2016 هو موسم من كأس الاتحاد الماليزي. كان عدد الأندية المشاركة فيه 35، وفاز فيه نادي جوهر دار التعظيم.